# Patrick Boman
Patrick Boman (* 1948 in Stockholm) ist ein französischsprachiger Schriftsteller.

## Leben
Patrick Boman wurde 1948 in Stockholm als Sohn eines schwedischen Vaters und einer französischen Mutter geboren. Als er zwei Jahre alt war, zog seine Familie nach Frankreich. Er studierte Jura und orientalische Sprachen (Persisch und Türkisch). Nach dem Studium lebte er in einer Landkommune in den Cevennen, später hatte er verschiedene Jobs, u. a. als Lagerarbeiter und Kassierer. Boman hat über 80 Länder bereist und lebt heute in Paris, wo er als Korrektor für das Nachrichtenmagazin L’Express tätig ist.
Neben Erzählungen und Romanen verfasste er Reisebeschreibungen und eine Einführung in die Typographie.
Bekannt wurde er durch seine Reihe von Kriminalromanen um den im britischen Kolonialdienst tätigen Ermittler Peabody. Titelheld ist Josaphat Mencius Peabody, Inspector in Britisch-Indien um 1900. Peabody ist eine nicht sonderlich sympathische Person. Fett, schwitzend, verfressen und auch mal bereit gegen sexuelle Gefälligkeiten eine Ermittlung zu unterdrücken. Andererseits ist er unbestechlich, zeigt Verständnis für die indische Kultur und spricht Hindi. Wie Patrick Boman in einem Interview sagte, hatte er eine Erscheinung des Inspectors „fett, schwitzend an einer ekligen Zigarre nuckelnd und auf Hindi fluchend“.

## Werke
- Spaghettis et turbans.
- Un Passereau. 1985
- Crawford l'Incorrigible. 1986
- Ce n'est pas le 116. 1988
- Jakarta: récit. 1992
- Le Palais des Saveurs accumulées. 1989
- Jakarta. 1992
- Trébizonde en hiver. 1994
- Blonde enfant d'Astarté: éloge de l'échalote. 1997
- La conduite à Marcel. 1997
- Thé de boeuf, radis de cheval. 1999
- La Méthode Piotr. 2001
- Amertume des Nectars. 2003
- L'autopsie confirme le décès, éloge de la correction. (mit Pierre Laurendeau), 2003
- Eldorado 1934. 2003
- La Typographie, cent règles. (mit Christian Laucou), 2005
- Istanbul: cinquante vues de la ville. 2006
- Une enquête de Bonaventure. 2006
- Le Voyage cent façons. 2006

Peabody Serie
- Peabody met un genou en terre. 2000
  - deutsch: Peabody beugt das Knie. Zebu Verlag, Frankfurt am Main 2006, ISBN 3-937663-06-1.
- Peabody se mouille.2001
- Peabody secoue le cocotier. 2002
  - deutsch: Josaphat Peabody geht fischen. Zebu Verlag, Frankfurt am Main 2004, ISBN 3-937663-01-0.
- Peabody prend de la hauteur. 2005
- Peabody touche le fond. 2006
- Le Malabar largue les amarres. 2006